# Lucien Martinet
Lucien Martinet (Bourges, 3 marzo 1879 – Parigi, 10 giugno 1903) è stato un canottiere francese.

## Carriera
Partecipò all'Olimpiade 1900 di Parigi nelle gare di due con e otto. Nella prima gara conquistò la medaglia d'argento con René Waleff mentre nella gara di otto la sua squadra fu eliminata dopo la prima gara.

## Palmarès
| Anno | Manifestazione | Sede   | Evento                | Risultato | Note |
| ---- | -------------- | ------ | --------------------- | --------- | ---- |
| 1900 | Olimpiadi      | Parigi | Canottaggio - Due con | Argento   |      |